# Plaça del Pallol (Tarragona)
La Plaça del Pallol és una plaça pública de Tarragona protegida com a Bé Cultural d'Interès Local.

## Descripció
Una de les places més singulars del nucli antic de Tarragona en la qual es combinen estructures romanes com les voltes del Pallol amb edificis d'època medieval i moderna, com el convent dels Pares Predicadors/Ca l'Agapito, i edificis d'estil neoclàssic com l'antiga Audiència o la Torre Sefus. Tot ells li confereixen un aspecte que s'ha fet peculiar a Tarragona.